# Einar Schleef
Einar Wilhelm Heinrich Schleef (* 17. Januar 1944 in Sangerhausen; † 21. Juli 2001 in Berlin) war ein deutscher Theater-Regisseur, Schriftsteller, Bühnenbildner, Maler, Fotograf, Grafiker und Schauspieler. Seit den 1970er Jahren setzten insbesondere seine Theaterarbeiten Maßstäbe und er wurde mehrfach zum Berliner Theatertreffen eingeladen. Ein Charakteristikum seiner Inszenierungen war der Einsatz des Chores, der im nachantiken Theater kaum noch eine Rolle gespielt hatte. Besonders in seinen frühen Theaterarbeiten wurden die Sprechchöre häufig als ideologisches Zeichen missdeutet. Der Vorwurf, Schleefs Theater sei militant oder gar faschistoid, wurde sowohl von Regie-Kollegen wie Peter Zadek als auch von etlichen Theaterkritikern erhoben.:S. 102. In seinem Essay-Band Droge Faust Parsifal entwickelte Schleef seine ästhetischen Anschauungen und beschrieb die Wiederbelebung des Chores als ein zutiefst inhaltliches Element, das auf den verloren gegangenen Zusammenhang von Individuum und Gesellschaft zielt, den es im Theater wiederzugewinnen gälte. :S. 13–15.
Schleef wuchs in der DDR auf und war Mitglied des Verbands Bildender Künstler der DDR. 1976 verließ er die DDR und blieb in der Bundesrepublik.
Seine Kunst ist in ihrer subjektiven Radikalität ein „singuläres“ Zeugnis seiner tiefgründigen und ästhetisch kompromisslosen Auseinandersetzung mit der Nachkriegsgeschichte des geteilten und wiedervereinigten Deutschlands.

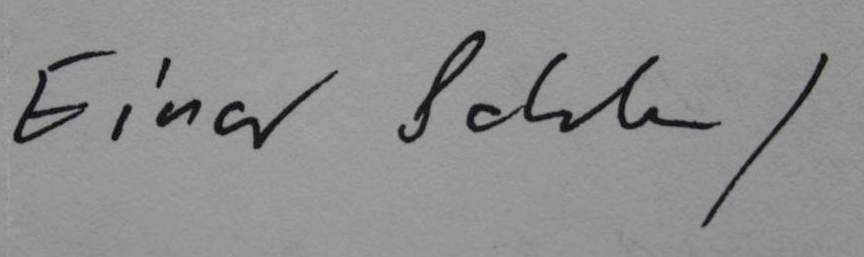
Schleef-Autograph

## Leben und Schaffen

### Kindheit und Jugend
Einar Schleef wurde am 17. Januar 1944 als zweiter Sohn des Architekten Wilhelm Schleef und seiner Ehefrau Gertrud (geb. Hoffmann) in Sangerhausen geboren. Sangerhausen ist eine Provinzstadt am Südostrand des Harzes und war damals stark vom Kupferbergbau geprägt. Im Elternhaus war die Mutter Gertrud (der er später sein Opus magnum gleichen Namens widmet) die bestimmende Figur. Der Vater kehrte als kränklicher Mann aus dem Zweiten Weltkrieg zurück.:S. 12. Die Ehe der Eltern war schwierig und konfliktgeladen. 1950 wurde Schleef eingeschult. Vom neunten Lebensjahr an sammelte er persönliche Aufzeichnungen in Heften, auf Zetteln und in Tagebüchern, die er später immer wieder überarbeitete.
Ein einschneidendes Erlebnis für den jungen Schleef war der Aufstand vom 17. Juni 1953. Auch in Sangerhausen kam es zu Unruhen und Festnahmen. Schleefs Mutter verbarg ihren Ehemann vor dem Zugriff der Sowjetischen Militäradministration. Schleefs Bruder, der sieben Jahre älter war, verschwand für mehrere Tage. 1957 flüchtete er aus der DDR.:S. 17–19.
In der Schule wurde Schleefs Talent zum Zeichnen und Malen früh bemerkt. Der Kunstmaler Wilhelm Schmied förderte ihn und wurde ihm eine wichtige Bezugsperson. Der Vater hingegen verfolgte die künstlerischen Versuche des Sohnes mit Misstrauen: „im Aufspüren der guten Arbeiten, um sie zu vernichten, war er treffsicher und erfolgreich. Vieles wurde von ihm zerrissen, verbrannt, zertrampelt, was Mutter mühsam wieder zusammenklebte […], aber sie verteidigte auch die Strafaktionen meines Vaters, wie sie dauernd zwischen uns pendelte“.
Von Kindheit an stotterte Schleef. Nur bei Bühnenauftritten gelang es ihm später, die Sprachhemmung zu überwinden. In der Schule galt er als Eigenbrötler. Verstärkt wurde die Außenseiterrolle durch zwei längere krankheitsbedingte Abwesenheiten von der Schule: im siebten Schuljahr erkrankte er an Tuberkulose. Am 13. Februar 1960 erlitt Schleef im Alter von sechzehn Jahren einen schweren Unfall, als er bei voller Fahrt des Zuges aus einer ungesicherten Eisenbahntür stürzte.:S. 37. Fast ein Jahr musste er im Krankenhaus verbringen. Später pflegte Schleef die Legende, sein Stottern sei eine Folge des Unfalls gewesen.:S. 18 Wegen der Krankheiten musste er zwei Schuljahre wiederholen.
Im August 1961 bereiteten Schleefs Eltern ihre Flucht nach Westberlin vor. Schleef fuhr mit seinem Vater zu Bekannten nach Berlin-Siemensstadt, wo der Sohn vorübergehend untergebracht werden sollte, bis die Eltern nachkommen konnten. Er sträubte sich und wollte in der DDR bleiben, wo er – ermuntert durch seinen Förderer Wilhelm Schmied – Malerei studieren wollte.:S. 186. Wenige Tage später, am 13. August, begann der Bau der Mauer. Die Eltern gaben ihm die Schuld an der missglückten Flucht.
1962 gestaltete Schleef das Bühnenbild für die Schulaufführung einer Szene aus Die Mutter von Bertolt Brecht. 1963 schrieb er seine erste, von ihm selbst als solche bezeichnete Dichtung: es ist ein Prosatext mit dem Titel Traum. 1963 absolvierte er die Aufnahmeprüfung an der Kunsthochschule Berlin-Weißensee mit Erfolg und erhielt – schon vor seinem Abitur – einen Studienplatz. Im Zusammenhang mit der Prüfung besuchte er erstmals das Berliner Ensemble und begann, sich für Brecht zu interessieren.:S. 182. 1964 legte er das Abitur an der Geschwister-Scholl-Oberschule Sangerhausen mit der Note 3 ab.:S. 29

### Studium
Im selben Jahr begann er an der Kunsthochschule Berlin-Weißensee Malerei und Bühnenbild zu studieren. Nebenher arbeitete er 1964/65 als Comicszenarist und Colorist für die Zeitschrift Mosaik. Anfang 1965 wurde er wegen „Disziplinlosigkeit und mangelhaftem studentischem Gesamtverhalten“ relegiert. Er hatte einen Hochschullehrer beleidigt.
Er arbeitete dann unter anderem als Bühnenbildassistent am Berliner Maxim-Gorki-Theater sowie am Berliner Ensemble. Im Herbst 1967 wurde er erneut zum Studium zugelassen. In der Bühnenbildklasse Heinrich Kilgers erwies er sich als sehr begabter Student, aber schwieriger Zeitgenosse. Er ließ Bühnenbild-Aufträge in der Provinz platzen und entging nur knapp einer zweiten Relegation. 1971 erwarb er das Diplom. Bestandteil des Diploms war ein Zyklus von Blättern zu Carlo Goldonis Il Campiello, der auf der 2. Prager Quadriennale gezeigt und mit dem Hauptpreis ausgezeichnet wurde.:S. 40.
1971 wurde Schleef als Meisterschüler bei Karl von Appen an der Deutschen Akademie der Künste zu Berlin aufgenommen. Von Appen wurde zum wichtigsten Lehrer für ihn.
Im DEFA-Film Der nackte Mann auf dem Sportplatz von 1973/1974, Regie: Konrad Wolf, Szenarium: Wolfgang Kohlhaase präsentiert die Fotografin Angela, dargestellt von Ursula Werner, eine Aufnahmeserie mit Porträts alter Frauen, die von Einar Schleef stammt, der im Vorspann als Urheber einer Fotoreportage genannt wird.

### Erste Arbeiten für das Theater
Der Goldoni-Zyklus hatte Folgen: der neue Intendant der Berliner Volksbühne, Benno Besson, wurde auf Schleef aufmerksam und übertrug ihm die Ausstattung für Don Gil von den grünen Hosen von Tirso de Molina. Das Debüt erregte Aufsehen, führte aber nicht zu einem dauerhaften Engagement. Nach dem Tod von Helene Weigel wurde Ruth Berghaus neue Intendantin des Berliner Ensembles. Sie verpflichtete den Regisseur B. K. Tragelehn ans Haus. Auf Anraten des Dramaturgen Friedrich Dieckmann holte Tragelehn Schleef als Bühnenbildner. Zwischen 1972 und 1975 entstanden drei gemeinsame Inszenierungen: Katzgraben – Szenen aus dem Bauernleben von Erwin Strittmatter (1972), Frühlings Erwachen von Frank Wedekind (1974) und Fräulein Julie von August Strindberg (1975). Schleef wurde im Laufe dieser Zusammenarbeit immer mehr zum Co-Regisseur für Tragelehn. In Frühlings Erwachen zeigten sich bereits wesentliche Elemente der Theaterästhetik, die später typisch für Schleefs Inszenierungen wurde: der leere Bühnenraum, in dem der einzelne Darsteller sich zu verlieren scheint; strenge Schwarz-Weiß-Kontraste; die Arbeit mit Laiendarstellern. Dirk Nawrocki und Johanna Schall, damals beide noch Teenager, spielten den Melchior bzw. die Ilse.:S. 23.

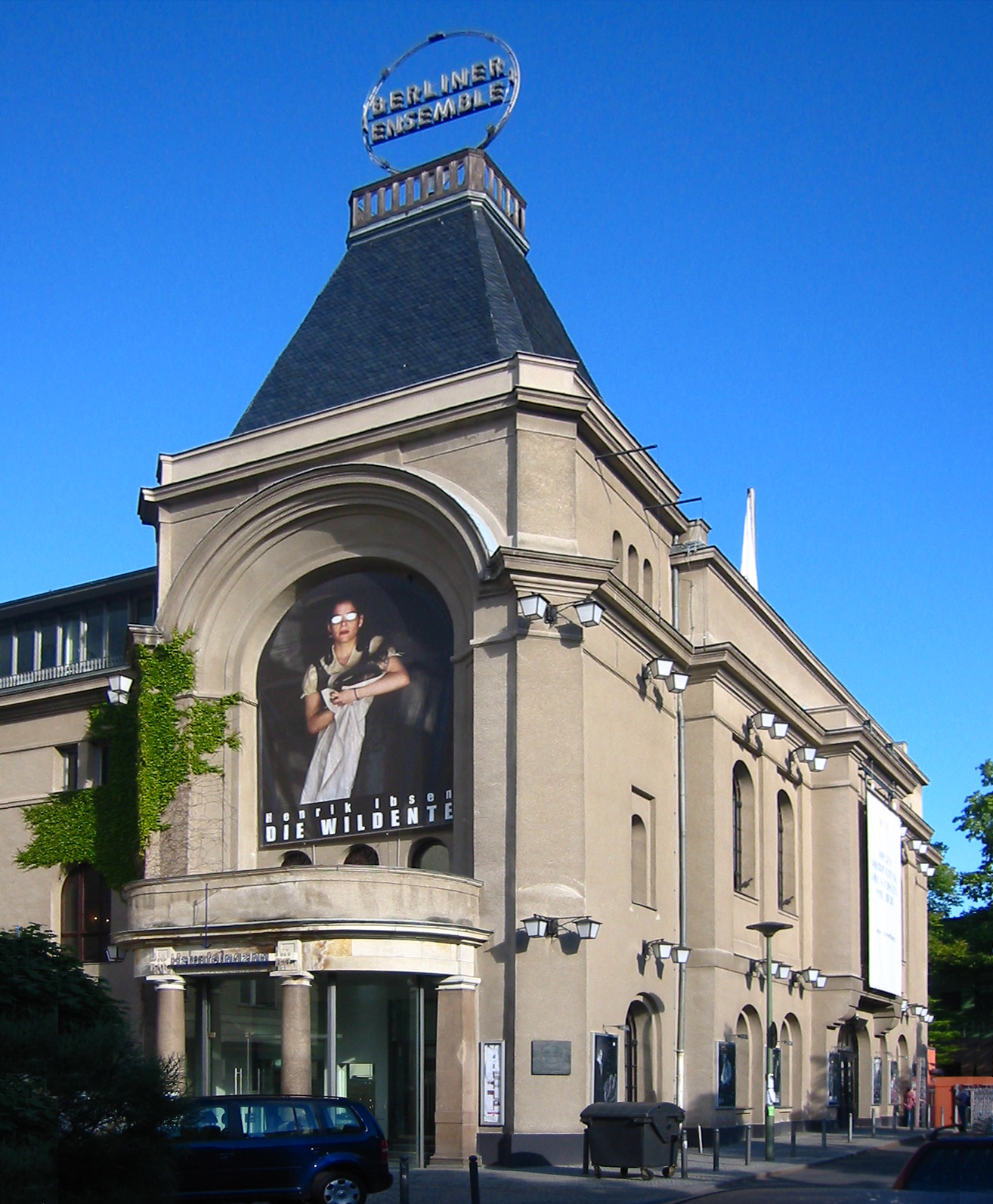
Berlin – Theater am Schiffbauerdamm (Berliner Ensemble), 2006

Die Premiere von Fräulein Julie (mit Jutta Hoffmann in der Titelrolle) im April 1975 rief einen kulturpolitischen Skandal hervor. Bereits während der Probenzeit deutete sich das Konfliktpotential an, und am Premierentag war vormittags nicht klar, ob sich abends der Vorhang für Fräulein Julie öffnen würde. Vermutlich auf persönliche Intervention des Komponisten und Ehemanns von Ruth Berghaus, Paul Dessau, der als „Sozialist der ersten Stunde“ Einfluss bei den Spitzen der Partei hatte, konnte die Premiere dennoch stattfinden.:S. 52. Es war, so der Theaterkritiker Christoph Müller, „das Verrückteste, was im Berliner Ensemble je über die Bühne ging.“ Im „Zentralorgan der SED“, dem Neuen Deutschland, erschien eine negative Kritik von Rainer Kerndl – was einem Verdikt aus höchsten Kreisen der Partei gegen die Inszenierung gleichkam. 

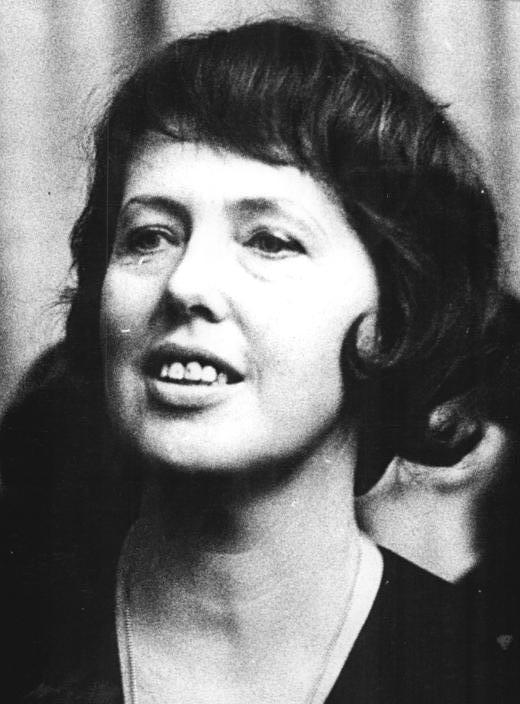
Bundesarchiv Bild 183-1984-1219-041, Ruth Berghaus

 Auch der schwelende Konflikt zwischen den Brecht-Erben und Ruth Berghaus über die inhaltliche Ausrichtung des Berliner Ensembles schwächte die Position der Intendantin.:S. 23. Nach nur zehn restlos ausverkauften Aufführungen wurde Fräulein Julie vom Spielplan abgesetzt. Das Macbeth-Projekt, das Schleef und Tragelehn nach Fräulein Julie in Angriff nehmen wollten, kam nicht mehr zustande. Heiner Müller konstatierte über die Arbeiten von Schleef und Tragelehn: „Das war die einzige Zeit nach Brecht, in der das Berliner Ensemble lebendig war.“
Im Dezember 1975 arbeitete Schleef mit dem Regisseur Wolfgang Heinz an Entwürfen zu Wassili Schukschins Stücken Der Standpunkt und Tüchtige Leute. Ihre künstlerischen Intentionen waren jedoch zu unterschiedlich; die Zusammenarbeit endete im Januar 1976. Im April 1976 inszenierte Schleef am Staatlichen Puppentheater in Dresden eine eigene Spielfassung des Grimmschen Märchens Der Fischer und seine Frau. Er ließ die Puppenspieler als Schauspieler agieren und bezog das Publikum in die Aufführung ein. Diese offene Form stieß auf Kritik bei Parteifunktionären und einigen Lehrern. Schleef war zu keiner Diskussion bereit; die Aufführung wurde nach der Premiere abgesetzt.:S. 60–61.
1976 erhielten Schleef und Tragelehn das Angebot, am Burgtheater Wien Frank Wedekinds Schloss Wetterstein zu inszenieren. Ruth Berghaus wollte Schleef als Bühnenbildner für Georg Büchners Dantons Tod, und von der Oper Leipzig kam das Angebot, die Ausstattung für Werner Egks Peer Gynt zu schaffen. Am 22. Oktober 1976 reiste Schleef zu Vorarbeiten für Schloss Wetterstein nach Wien und entschloss sich – anders als Tragelehn –, nicht in die DDR zurückzukehren. Die Inszenierung am Burgtheater kam nicht mehr zustande, weil sich Schleef mit der Theaterdirektion nicht auf ein anderes Stück einigen konnte. Im November wurde Wolf Biermann aus der DDR ausgebürgert. Im Februar 1977 trat Ruth Berghaus von der Intendanz des Berliner Ensembles zurück. Ein Auslöser für ihren Rücktritt waren die Konflikte um Fräulein Julie.

### Erste Erfahrungen im Westen
Schleef wohnte zunächst provisorisch bei Freunden in Stuttgart, Wien, Frankfurt und West-Berlin. Es gelang ihm nicht sofort, wieder am Theater Fuß zu fassen. Seine Freundin Gabriele Gerecke wurde bei einem Fluchtversuch aus der DDR verhaftet. Erst 1978 konnte sie in den Westen ausreisen. Schleef fiel in eine Depression. 1977 notierte er im Tagebuch: „Dort die Mauer um alle. Hier die Mauer in jedem.“ 1977 sollte er Strindbergs Totentanz am Schauspielhaus Düsseldorf inszenieren. Die Arbeit scheiterte. Von 1978 bis 1981 studierte er an der Deutschen Film- und Fernsehakademie Berlin Regie. Er arbeitete für den Hörfunk und auch als Darsteller in dem Experimentalfilm Zufall (Regie: Hans-Peter Böffgen, 1984). Zugleich schrieb er an Stücken und konzipierte Fototextbände. Von 1978 bis 1984 arbeitete er an dem zweibändigen Werk Gertrud, dem monumentalen Roman über seine Mutter, der aus Briefen, inneren Monologen und Tagebuch-Einträgen montiert ist. Mit diesem Buch und mehreren Erzählungen, die in der DDR spielen, bekämpfte er zugleich sein obsessives Heimweh. Gerhard Rohde schrieb 1986: „Seiner Heimat Thüringen und der DDR kehrte er den Rücken, ohne sie zu verlassen.“
Schleefs literarische Werke erschienen bei Suhrkamp. 1982 erhielt er für seine Erzählung Wittenbergplatz den dritten Preis beim renommierten Ingeborg-Bachmann-Wettbewerb.

### Frankfurter Zeit
1985 übernahm Günther Rühle die Intendanz des Schauspiels Frankfurt und holte neben Michael Gruner und Dietrich Hilsdorf auch Schleef als Hausregisseur. „Schleef brach über das westdeutsche Theater herein wie eine Naturkatastrophe […]. Die Erfahrung, die Schleef den Kritikern und großen Teilen des Publikums vermittelte, kam einer Verletzung gleich. Die Presse schoss zurück und fand schnell ihren Wortschatz, mit dem sie Schleef zu erledigen glaubte: Von „Nazi-Theater“, „Wehrsportgruppe“ und ähnlichem war zu lesen.“:S. 102.
Seine erste Inszenierung in Frankfurt war Mütter nach Aischylos’ Sieben gegen Theben und Euripides’ Die Schutzflehenden. Schleef entwickelte den Formenkanon weiter, der bereits für die Berliner Inszenierungen charakteristisch war: eine weitgehend leere Bühne, auf Archetypisches zielende Kostüme, äußerste Beschränkung der Requisiten, rhythmisiertes Sprechen und – was in den folgenden Jahren zum entscheidenden Merkmal der Schleefschen Theaterarbeit werden sollte – die Gegenüberstellung von Chor und Individuum. Wieder arbeitete Schleef mit Laien: der Chor bei Mütter bestand aus circa fünfzig Frauen, zum Teil mit Migrationshintergrund. „Er führte sie vor als Trauernde, Klagende, als Hüterinnen des Todes […], dann aber auch als Unterwürfige, Dienerinnen, Putzfrauen, Kriegstreiberinnen […]. So durchgreifend bis zur Gegenwart zerstörte er den Mythos der Mutter, zerlegte er ihr Bild in viele Facetten. Er griff ein in unsere innere Bildwelt, die 'die Mütter' heilig hält.“ (Günther Rühle):S. 109. Schleef entfernte die Bestuhlung des Zuschauerraums, so dass die Zuschauer auf den nackten Stufen saßen. Und er ließ einen Steg durch den Zuschauerraum bauen. Die bürgerliche Guckkastenbühne wurde aufgelöst und in einen hoch kommunikativen Raum verwandelt – ähnlich der antiken Arena-Bühne.:S. 108. Schleef arbeitete in Mütter mit zwei Schauspielern zusammen, die später zu seinen wesentlichen Protagonisten zählen sollten: Martin Wuttke und Jürgen Holtz (den er bereits aus der Arbeit an Fräulein Julie kannte). In seltener Einmütigkeit verrissen sowohl die Frankfurter Allgemeine Zeitung (Gerhard Rohde) als auch die Frankfurter Rundschau (Peter Iden) die Inszenierung. Der Begriff „Nazi-Theater“ fällt in Bezug auf Schleefs Arbeit zum ersten Mal: „Das Vokabular jedenfalls ist vor der Premiere fertig und wird bundesweit übernommen.“, schreibt Schleef.:S. 98–99. Intendant Günther Rühle ließ sich jedoch nicht beirren und hielt zu Schleef.:S. 126.
Im April 1987 hatte Gerhart Hauptmanns Vor Sonnenaufgang Premiere. Schleef transponierte das naturalistische Drama in seinen abstrakten Formenkanon. Das Presse-Echo war ähnlich negativ, aber 1988 wurde diese Arbeit zum Berliner Theatertreffen eingeladen. Ebenfalls 1988 inszenierte Schleef am Frankfurter Schauspiel sein eigenes Stück Die Schauspieler. Die Aufführung begann mit der Schlussszene aus Hamlet; nach fünfzehn Minuten war bereits Pause, und danach begann die Inszenierung des Stückes Die Schauspieler. (Schleef nutzte diese Struktur des Theaterabends später noch mehrfach – zum Beispiel in der Düsseldorfer Salome.) Erstmals reagierte das Publikum bei der Premiere der Schauspieler positiv auf eine Arbeit Schleefs. „Applaus der Frankfurter Parkett-Menschheit. Einige ängstliche Buhs.“ schreibt der Rezensent der Welt.:S. 123.

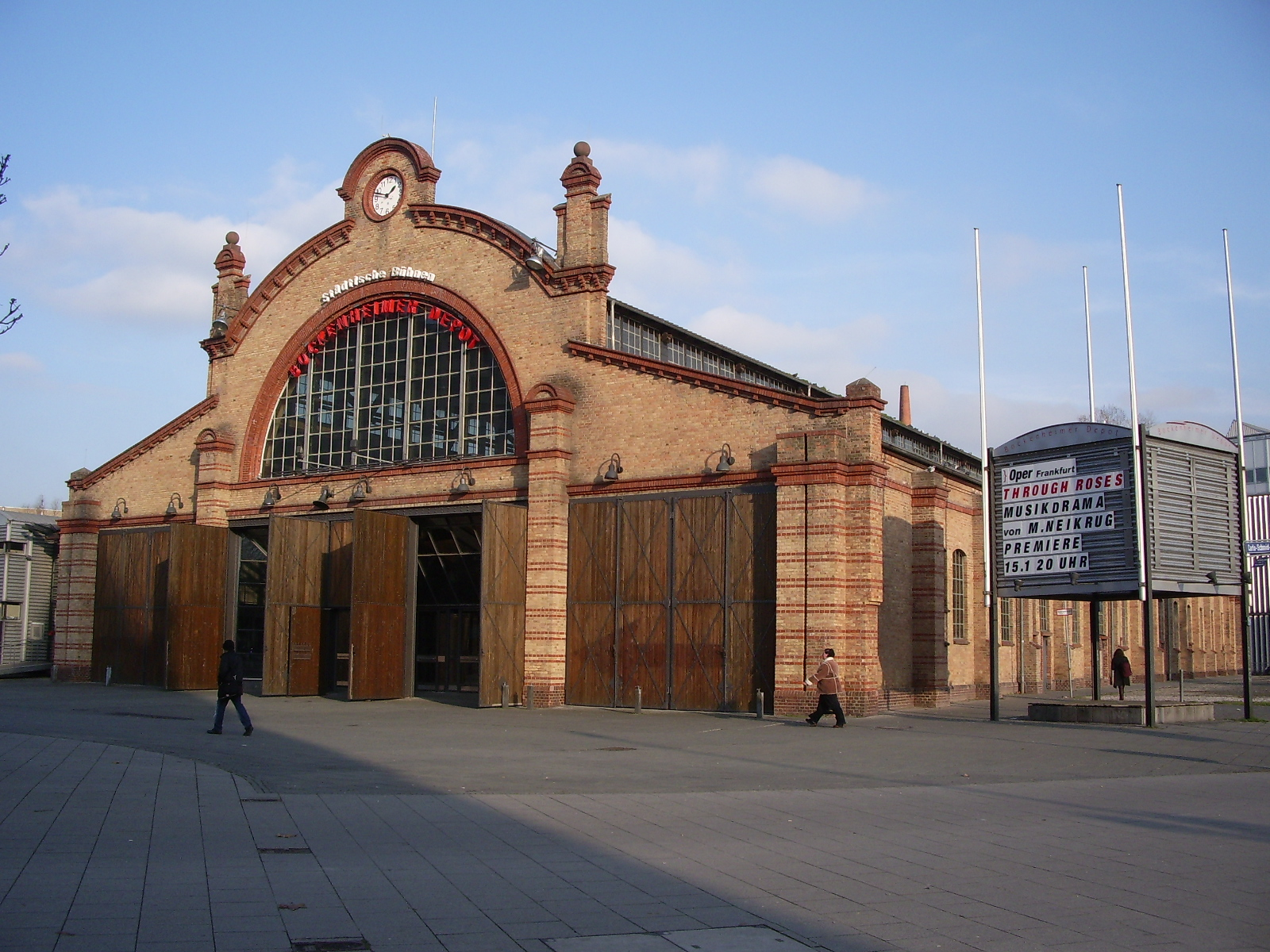
Bockenheimer Depot

 Wegen eines Brandes in der Frankfurter Oper musste das Schauspiel ins Bockenheimer Depot ausweichen. Die letzten drei Frankfurter Inszenierungen Schleefs wurden dort erarbeitet. Der große, leere Raum bot ideale Voraussetzungen für seine Bühnenkonzepte. Für Goethes Geschichte Gottfriedens von Berlichingen mit der eisernen Hand dramatisiert („Ur-Götz“) entwickelte er einen Steg, der das Depot der Länge nach durchschnitt. Die Zuschauer saßen zu beiden Seiten. Schleef ließ den Steg mitunter an mehreren Stellen simultan bespielen und fand damit eine adäquate Umsetzung für die Dramaturgie des Stückes.:S. 11. Während Gerhard Stadelmaier seiner Rezension den Titel „Nachtübung der Wehrsportgruppe S.“ gab, zeigte sich der überwiegende Teil des Publikums zustimmend.:S. 133.
1990 inszenierte Schleef (ebenfalls im Bockenheimer Depot) Lion Feuchtwangers  Neunzehnhundertachtzehn oder Sklavenkrieg. Neben Martin Wuttke und Thomas Thieme gehörte auch Joana Maria Gorvin zum Spielensemble. Hans-Klaus Jungheinrich beschrieb in seiner Kritik in der Frankfurter Rundschau, Schleef zeige „Körper als minuziös gegliedertes Massenornament“.:S. 137. – ein Element, das später vor allem in Schleefs Uraufführungs-Inszenierung des Sportstücks von Elfriede Jelinek eine entscheidende Rolle spielen wird.
Am 30. Juni 1990 hatte Schleefs letzte Frankfurter Arbeit im Bockenheimer Depot Premiere: Goethes Faust. Er schuf eine Collage aus beiden Teilen der Tragödie und besetzte alle Rollen – mit Ausnahme Mephistos – mehrfach. Es gab elf Faust-Darsteller und vierzehn Gretchen-Darstellerinnen. Auch die Zuordnung der Texte zu den Rollen veränderte Schleef. Die Aufführungen waren restlos ausverkauft, die Reaktionen des Publikums jedoch zwiespältig. Gerhard Stadelmaier verriss die Aufführung mit einer legendär gewordenen Kritik, die lediglich 17 Zeilen lang war.:S. 142. Mit Ende der Spielzeit 1989/1990 endete die Intendanz Günther Rühles – und damit auch Schleefs Bindung an das Frankfurter Theater.

### 1990 bis 1996
In den sechs Jahren, die auf die Frankfurter Zeit folgten, brachte Schleef nur zwei Inszenierungen auf die Bühne, obwohl er sich inzwischen einen Namen erworben hatte und sich zum Beispiel der Dramatiker Heiner Müller für ihn einsetzte. Wieder kamen viele Projekte nicht zustande oder wurden vor der Premiere beendet – so die Arbeit mit dem Tanztheater Reinhild Hoffmann am Heine-Projekt Trümmer: Schleefs Bühnenkonzept erwies sich als nicht realisierbar.:S. 153.
1992 zeigte die Akademie der Künste Berlin eine Ausstellung unter dem Titel Republikflucht Waffenstillstand Heimkehr. Präsentiert wurden Zeichnungen, Gemälde, Fotografien und die verschiedenen Schreib-Stadien des Gertrud-Buches. Im Januar 1993 übernahm ein neues Leitungs-Team die Intendanz des Berliner Ensembles, darunter Heiner Müller und Peter Zadek. Am 26. Januar 1993 las Schleef im Berliner Ensemble die Erzählung Heimkehr und andere Texte, während er bereits die Uraufführung von Rolf Hochhuths Wessis in Weimar vorbereitete. Hochhuth erwog, die Aufführung vor der Premiere gerichtlich untersagen zu lassen, da Schleef sehr frei mit dem Stück umging und auch andere Texte einbaute, beispielsweise aus Schillers Räubern. Auf den Proben tauchten nun Juristen auf.:S. 410. Die Premiere stand auf der Kippe. Schließlich wurde ein Kompromiss gefunden, den Hochhuth akzeptierte: jedem Premierenbesucher wurde ein Exemplar seines Stück-Textes ausgehändigt. Der Tenor der Kritiken war jedoch, dass Schleef aus Hochhuths „papierenem Wortmüll“ (Wolfgang Höbel in der Süddeutschen Zeitung) überhaupt erst Theater gemacht habe.:S. 161. Die Aufführung war ein Erfolg und wurde zum Berliner Theatertreffen eingeladen.

Die Intendanten Peter Zadek und Heiner Müller konnten sich über den Verbleib Schleefs am Berliner Ensemble nicht einigen. Müller war dafür, Zadek dagegen. Schleef musste das Theater wieder verlassen und schloss einen Fünf-Jahres-Vertrag mit den Staatlichen Schauspielbühnen Berlin ab, deren Hauptspielstätte das Schiller Theater war. Am 22. Juni 1993 beschloss der Berliner Senat die Schließung des Schiller Theaters, um den Haushalt zu entlasten. Nach der letzten offiziellen Vorstellung der Spielzeit am 4. Juli zeigte Schleef auf den Stufen vor dem Eingang des Theaters erste Ausschnitte aus seiner Faust-Inszenierung, die er bereits sechs Wochen geprobt hatte. Am 27. August starb seine Mutter Gertrud Schleef. 

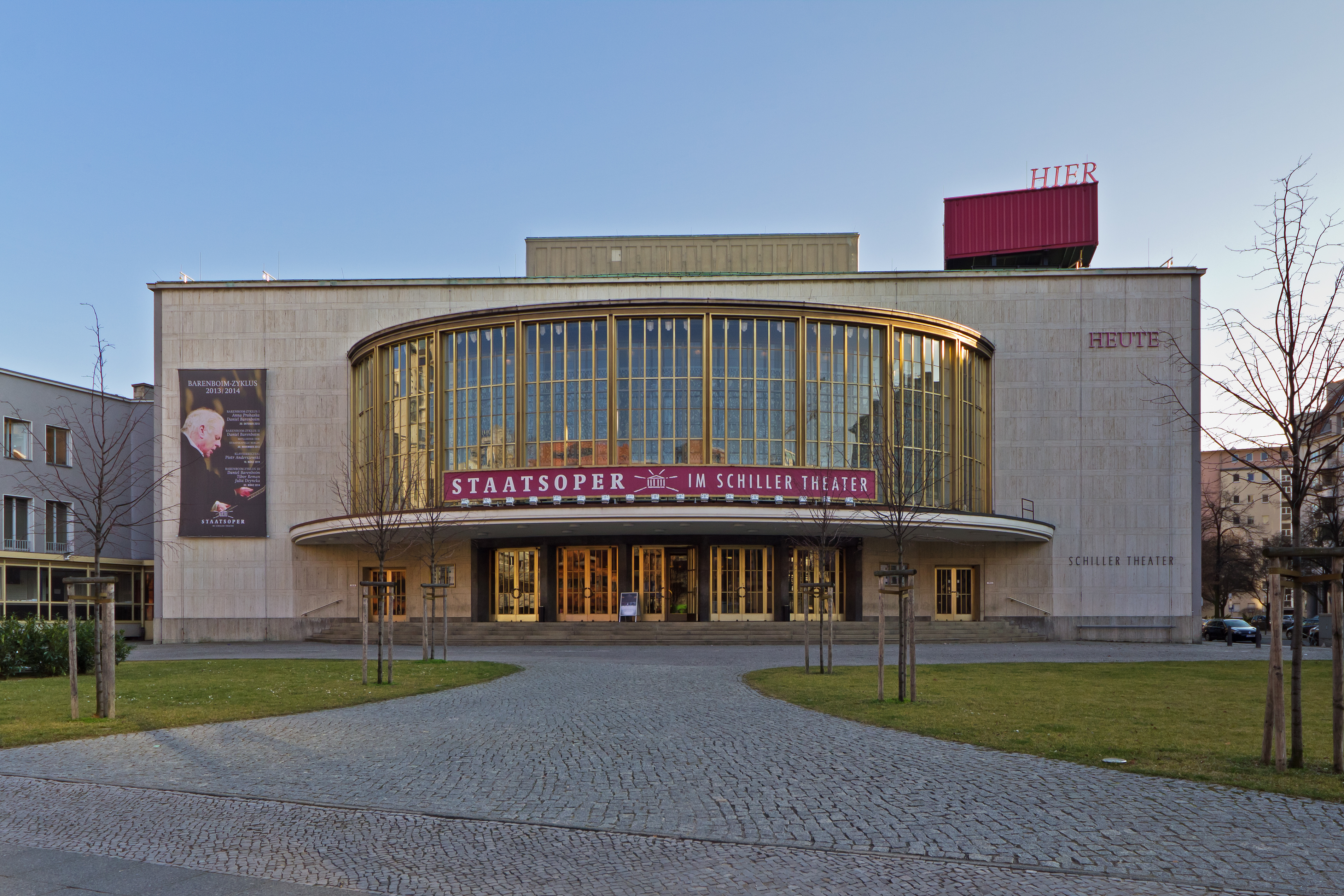
Berlin Schillertheater

In der Nacht vom 16. zum 17. Oktober spielten Schleef und sein Ensemble vor dem Schiller Theater Ausschnitte aus der Faust-Inszenierung, die am 16. Oktober Premiere haben sollte. Die Aufführung dauerte bis 3 Uhr. Alle Versuche, die Inszenierung an anderen Spielorten zu zeigen, scheiterten.
Ende November 1993 gab es erste Gespräche zwischen dem Nürnberger Generalmusikdirektor Eberhard Kloke und Schleef über eine Inszenierung von Wagners Parsifal. Schleef sagte zu, wollte allerdings die Dramaturgie des Werkes verändern. Im Juni 1994 wurde die Zusammenarbeit beendet. Wieder waren es Schleefs nicht realisierbare Vorstellungen vom Bühnenbild, die die Arbeit scheitern ließen. Schleefs Überlegungen zu Parsifal sind in seinen Essay Droge Faust Parsifal eingeflossen.:S. 41–49, 55–73 ff.
Im Januar 1995 wurde am Staatstheater Schwerin Schleefs Stück Totentrompeten uraufgeführt. Er erhielt dafür den Mülheimer Dramatikerpreis. Die Fachzeitschrift Theater heute kürte Totentrompeten zum Stück des Jahres. 1995 holte Heiner Müller Schleef ans Berliner Ensemble zurück (Zadek war inzwischen aus dem Direktorium ausgetreten). Am 30. Dezember starb Heiner Müller; Martin Wuttke wurde neuer Intendant. Im Februar 1996 hatte Bertolt Brechts Herr Puntila und sein Knecht Matti Premiere. Schleef führte Regie und spielte die Hauptrolle. Die Wiederaufnahme der Inszenierung war für November 1996 angesetzt – Schleef erschien jedoch nicht. Fünf Aufführungen mussten abgesagt werden. Der Grund waren vermutlich Querelen um Probenbedingungen für die nächste geplante Produktion Schleefs. Das Berliner Ensemble kündigte Schleef fristlos.:S. 185. Einen Tag später trat Intendant Martin Wuttke zurück.

### 1997 bis 2001:Salome,Ein Sportstück,Verratenes Volk,Ecce homo
Im Juni 1997 hatte Schleefs Bearbeitung der Salome nach Oscar Wilde am Düsseldorfer Schauspielhaus Premiere. Damit knüpfte er an Erfahrungen der Frankfurter Arbeiten an: auch hier teilte ein Steg den Zuschauerraum, auch hier gab es zu Beginn der Aufführung ein circa zehnminütiges Tableau vivant, nach dem bereits Pause war. Jedoch vervielfältigte Schleef die Figuren nicht. Der Chor war an der Rückwand des Zuschauerraums platziert und repräsentierte die Stimme der Juden. Neu war, dass die Schauspieler sich auf der Grenze zwischen Sprechen und Singen bewegten. 1998 wurde Salome zum Berliner Theatertreffen eingeladen – wie auch seine Inszenierung von Elfriede Jelineks Sportstück, das er im Januar 1998 am Burgtheater Wien herausbrachte. 

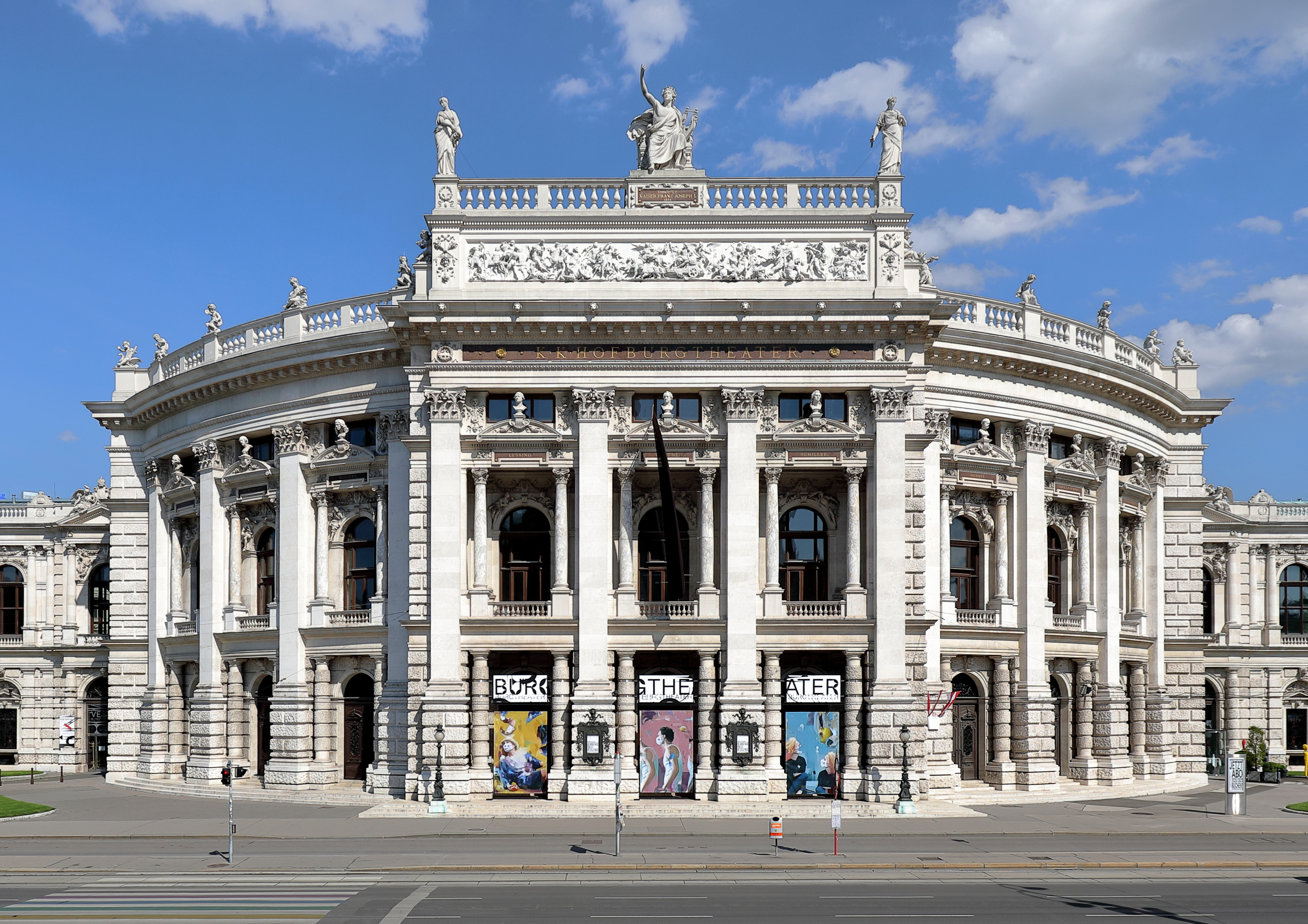
Burgtheater Wien 2020

Diese Uraufführung, für die er unter anderem den 3sat-Innovationspreis und 1999 die Josef-Kainz-Medaille der Stadt Wien erhielt, markierte zweifellos den äußeren Höhepunkt seiner Karriere als Regisseur. Das fast 150 Seiten lange Textkonvolut von Jelinek reflektiert das Thema „Sport“ unter verschiedenen Aspekten: als Massenphänomen, als paramilitärische Abrichtung, als sanktioniertes Auftreten von Gewalt, als Konsumfaktor und als Pflichtübung einer Gesellschaft, die Jugendlichkeit und Fitness fetischisiert. Elfriede Jelinek hatte sich Schleef ausdrücklich als Regisseur gewünscht. Er erfand für ihren Text paradigmatische Bilder, in denen er vor allem mit der Faszination von gedrillten Massen spielte. Das Spielensemble umfasste 142 Darsteller. Wie in keiner anderen Inszenierung wurden die Elemente des Schleef-Theaters zum kongenialen ästhetischen Pendant für den Text und machten Jelineks Wort-Katarakt zu einem hochtheatralischen Ereignis. Zur berühmtesten Szene der Inszenierung wurde eine Art Kickbox-Übung, die von jungen Darstellern 27 Minuten lang auf höchstem energetischen Niveau exerziert wurde.
Die Inszenierung wurde in einer fünfstündigen „Kurzfassung“ und in einer siebenstündigen „Langfassung“ gezeigt. Als die Premiere am 23. Januar 1998 die in Österreich geltende Sperrzeit für Theateraufführungen um 23 Uhr zu überschreiten drohte, machte Schleef kurz vor 23 Uhr einen Kniefall vor der Intendanten-Loge Claus Peymanns, um die Aufführung zu Ende spielen zu können. Peymann genehmigte die Verlängerung unter der Bedingung, Schleef müsse die Inszenierung für die nächste Aufführung kürzen. In der letzten Szene des Stückes trat Schleef selbst auf (in den folgenden Aufführungen übernahm Elfriede Jelinek diesen Part). Die Premiere endete kurz nach halb Zwölf – gefolgt von 43-minütigem Applaus. Gerhard Jörder schrieb in der Begründung der Theatertreffen-Jury für die Doppel-Einladung von Salome und Ein Sportstück: „Es sind die bizarrsten, phantastischsten, verquersten, gewagtesten und enervierendsten Bilder, die auf unseren Bühnen derzeit zu sehen sind.“:S.211.
Claus Peymann ermöglichte Schleef noch zwei weitere Produktionen in Wien: 1999 Wilder Sommer nach Carlo Goldonis Trilogie der Sommerfrische im Burgtheater und 1999 die Uraufführung von Ulla Berkéwicz’ Der Golem in Bayreuth im Akademietheater. Beide Aufführungen konnten nicht an den großen Erfolg des Sportstücks anknüpfen. Im Sommer 1999 hielt Schleef an der Johann Wolfgang Goethe-Universität Frankfurt am Main Vorträge im Rahmen der Frankfurter Poetik-Vorlesungen zum Thema Deutscher Monolog. Im März 2000 trug er im Akademietheater Auszüge aus Friedrich Nietzsches Ecce homo vor. Schleefs schärfster Kritiker aus Frankfurter Zeiten, Peter Iden, nannte den Abend „einen Auftritt […], wie es ihn auf einer Theaterbühne wahrscheinlich noch nie gegeben hat. […] [E]in Irrwitz sondergleichen, erschreckend und hinreißend ineins, betäubend und als rhetorisches Meisterstück höchster Bewunderung wert.“
Ab Januar 2000 probte Schleef am Deutschen Theater Berlin die Inszenierung Verratenes Volk, in die er Teile des Ecce homo integrierte. Eigentlich war vereinbart, dass er Lothar Trolles Novemberszenen nach Alfred Döblin inszenieren solle, doch Schleef, der unzufrieden mit dem Stück war, schuf stattdessen eine Collage mit Texten von Milton, Friedrich Nietzsche, Edwin Erich Dwinger und Alfred Döblin. Jutta Hoffmann erhielt für ihre Darstellung der Rosa Luxemburg den Kritikerpreis der Berliner Zeitung. Im Juni 2000 wurde Schleef zum Studiengangsleiter für Bühnenbild an die Berliner Hochschule der Künste berufen. Kurz darauf erklärte er, dass er dem Ruf nicht nachkommen könne.
Claus Peymann wurde mit Beginn der Spielzeit 2000/2001 Intendant des Berliner Ensembles und bot Schleef eine Inszenierung an. Im November begannen die Proben zu Elfriede Jelineks Macht nichts. Eine kleine Trilogie des Todes.
Im Januar 2001 erlitt Schleef einen Herzanfall. Die für den 27. Januar geplante Premiere von Macht nichts wurde abgesagt. Schleef musste sich einer Rehabilitationskur unterziehen. Im Mai übergab er dem Suhrkamp Verlag die Materialien zu seinen Tagebüchern. Der Verlag lehnte die Veröffentlichung zunächst ab. Die Tagebücher erschienen erst ab 2006 in einer fünfbändigen Ausgabe.
Am 21. Juli 2001 erlag Schleef im Berliner Paulinenkrankenhaus im Alter von 57 Jahren seinem Herzleiden. Das Krankenhaus hatte Schwierigkeiten, Angehörige oder Freunde zu finden, und wandte sich schließlich an Schleefs Anwalt. Erst elf Tage nach seinem Tod gelangte die Nachricht an die Öffentlichkeit. Am 15. August 2001 wurde Schleef in seiner Heimatstadt Sangerhausen beerdigt. Die Frankfurter Allgemeine Zeitung, in der Schleef einst aufs Schärfste kritisiert wurde, schrieb anlässlich seines Todes: „Mit Schleef starb ein von der eigenen Biografie und der Geschichte seines geteilten Landes umgetriebener Erinnerungs- und Trauerarbeiter des Theaters. […] Der im thüringischen Sangerhausen geborene Schleef, der 1976 aus der DDR in den Westen ging, war ein genialer Berserker des Regietheaters, aber auch ein besessener Autor“.

## Die Theaterästhetik Einar Schleefs
Stampfende nackte Männer in Soldatenmänteln, brüllende Chormassen: oft wird die Charakterisierung des Schleef-Theaters auf solche Äußerlichkeiten beschränkt. Nicht selten gesellt sich der Vorwurf hinzu, sein Theater spiele mit Elementen der Nazi-Ästhetik. Diese Beschreibungen gehen an den Absichten Einar Schleefs vollkommen vorbei. Sein künstlerisches Credo ist in dem Groß-Essay Droge Faust Parsifal beschrieben: Schleef hielt die Abschaffung des antiken Chores für den Sündenfall des Theaters schlechthin (siehe auch Theater der griechischen Antike): „Die Aufspaltung des antiken Chores durch Shakespeare, seine Individualisierung, ist nicht bloßer schauspielerfreundlicher Zugewinn, sondern ein bedeutender inhaltlicher Verlust, den kein Protagonist wettmachen kann. Der Gesamtzusammenhang der auf der Bühne agierenden Figuren ist zerstört. Damit ist jede Figur auf eigenes Leid zurückgeworfen, auch befreit von Verantwortung füreinander.“:S. 13. Der Chor, so Schleef, sei heute politisch diskreditiert – als Ausdruck linker oder rechter totalitärer Gesinnung. Tatsächlich galt dieses Theaterelement bis in die 1980er Jahre als überlebt und ideologisch befrachtet. Wenn Schleef den Chor wieder einführte und zur zentralen Figur seines Theaters machte, ging es ihm vor allem um die Wiedergewinnung der Tragödie. Die Tragödie entsteht nach seiner Definition nicht aus der tragischen Verstrickung Einzelner, sondern aus dem Konflikt des Individuums mit dem Kollektiv, das der Chor repräsentiert.
Schleef beschrieb in Droge Faust Parsifal, dass die Auflösung des Chors in der Theatergeschichte mit der Auflösung der antiken Arena und der Erfindung der Guckkasten-Bühne einherging, die nach den Gesetzen der Zentralperspektive funktioniert: nur eine Einzelfigur kann im Fluchtpunkt erscheinen, keine Gruppe. Deshalb unternahm Schleef in nahezu allen seinen Inszenierungen Versuche, den Guckkasten aufzulösen und die kommunikative Situation der antiken Arena wiederherzustellen: beispielsweise durch Stege in den Zuschauerraum. Oder indem er den Chor hinter den Zuschauern auf dem Rang postierte und das Publikum auf diese Weise zum „Mittler“ zwischen Chor und Bühne machte.
Wichtig war für Schleef die Herkunft des Theaters aus dem Ritus.:S. 247. Die Aufspaltung der ursprünglichen Synthese von Körper, Sprache, Musik und Rhythmus im nachantiken Theater versuchte er in seinen Inszenierungen rückgängig zu machen. Die Wörter verloren durch Schreien, Stampfen, zeitliche Dehnung usw. oft ihren semantischen Sinn; sie wurden zu klanglichen Elementen und damit ihrer scheinbaren Selbstverständlichkeit beraubt. Der Sprechakt als solcher wurde auf diese Weise auffällig gemacht.
Der Körper des Schauspielers war bei Schleef nicht nur Repräsentant von Zeichen, sondern wurde selbst zum Material. Hier streifte Schleefs Theater die Grenze zur Performance. Ein eindrucksvoller Beleg dafür war die Kickbox-Szene aus Jelineks Sportstück, in der sich die Darsteller in der Repetition eines bestimmten Wort- und Bewegungsablaufs bis zur Erschöpfung verausgabten. Solche heftigen szenischen Aktionen waren zugleich ein beabsichtigter „Überfall auf das Sensorium des Zuschauers“. Die theatralen Vorgänge drängten bei Schleef förmlich über die Rampe und blieben nicht, wie etwa im Theater Robert Wilsons, ferne und vom Zuschauer streng abgegrenzte autonome Kunstwelten. Ein häufig benutztes Stilmittel im Theater Schleefs war die frontale Aufstellung des Chores an der Rampe, die damit auch ihre Funktion als virtuelle Grenzlinie zwischen Bühne und Publikum verlor. Die physischen Einwirkungen der geschrienen, gestampften Texte auf die Sinne der Zuschauer, der Schweißgeruch der Körper, die sichtbaren Anstrengungen der Spieler bis hin zum Schmerz, waren Attacken auf das Bedürfnis des Publikums, einem Geschehen lediglich zuschauen zu können. Dem Erlebnis der passiven Konsumtion setzte er die Konfrontation entgegen. Schleef selbst beschrieb die Herkunft dieser wirkungsästhetischen Mittel aus dem Rockkonzert und aus Massensportveranstaltungen. Freundlichere Formen der Einbeziehung des Zuschauers waren Speisungen (beispielsweise in Wessis in Weimar), die jedoch denselben gedanklichen Hintergrund hatten: nämlich Spieler und Publikum als Teilnehmer derselben rituellen Veranstaltung zu vereinen. Es ist der gemeinschaftsstiftende und -erhaltende Sinn des antiken Theaters, das „tua res agitur“ (Deine Sache wird hier verhandelt), den Schleef in seinem Theater beschwor.
Da Einar Schleef bei allen seinen Arbeiten Regie, Bühnenbild und Kostüm als eine untrennbare Einheit sah (und meist auch in Personalunion verantwortete), sind die Bildwirkungen seiner Inszenierungen essenziell für das Verständnis seines Theaters. Überraschend ist dabei, dass Schleefs Theaterbilder nicht mit seinem Malstil kongruent sind: während er in der Malerei an den klassischen Expressionismus anknüpfte, herrschte in seinen Bühnenarbeiten große formale Strenge. Klare Schwarz-Weiß-Kontraste, häufig ergänzt durch die Farbe Rot, waren typische Elemente. Die Bühne räumte er oft bis an die Brandmauern leer und strukturierte sie allein durch Licht. Stege und Kreuzformen verwischten die Grenze zwischen Bühne und Zuschauerraum. Jeder Realismus in Requisiten oder Kostümen wurde vermieden. So entstanden originäre Theaterbilder, die explizit nicht auf eine Realität außerhalb des Theaters verwiesen. Schleefs Ästhetik ist nichtmimetisch. Aus der Verbindung von Schauspielern, Raum, Kostüm, Licht, Rhythmus und Klang schuf er ein eigenes, unverwechselbares Theater-Idiom. «Das Prinzip seiner Arbeit war: Vereinfachung und Vergrößerung… Kein Detaillismus, kein Psychologismus, sondern Ausdruck, Kraft und lapidare Deutlichkeit. Alle Requisiten waren starke Zeichen, vom Putzeimer über die Äxte bis zum meterlangen Fahnentuch. Ihr Erscheinen auf der Bühne und der Gebrauch auf der Bühne befremdeten und erschreckten oft. In seine Zeichensprache musste man verstehend eindringen.» (Günther Rühle über Schleefs Ästhetik)

## Nachwirkungen
Schleefs Theater war ein „singuläres“ Phänomen und er selbst ein künstlerischer Einzelgänger. Weder war er einer bestimmten Strömung des Zeitgeistes zuzuordnen, noch bildete er eine „Schule“ von Nachahmern. Die auffälligste Wirkung seiner Arbeit ist vermutlich, dass die Verwendung des Chores als Theater-Element heute vollkommen selbstverständlich geworden ist und nicht mehr ideologisch verdächtigt wird.
Der Regisseur Armin Petras fühlt sich dem Werk Schleefs in besonderer Weise verbunden. Er inszenierte mehrere seiner Texte und verantwortete als Intendant des Maxim-Gorki-Theaters Berlin 2012 das Festival Schleef spezial.
Unmittelbar nach Schleefs Tod gab es eine Reihe von Bemühungen, sein Werk zu dokumentieren und einer breiteren Öffentlichkeit bekannt zu machen. So erschien noch 2001 im Verlag Theater der Zeit das Einar Schleef Arbeitsbuch, das Auszüge aus seinen Tagebüchern sowie Erinnerungen seiner Arbeitspartner enthält. 2002 wurde die Nietzsche-Trilogie, die Schleef am Burgtheater Wien uraufführen wollte, von Thomas Bischoff an der Volksbühne Berlin inszeniert. Im selben Jahr gründete sich in Sangerhausen ein Einar-Schleef-Arbeitskreis. Ebenfalls 2002 veranstaltete die Kestnergesellschaft Hannover die erste große Retrospektive des bildnerischen Nachlasses von Einar Schleef mit dem Titel Schwarz Rot Gold/Glaube Liebe Hoffnung. Im November 2002 zeigte die Stiftung Schloss Neuhardenberg eine Ausstellung unter dem Titel Einar Schleef. Deutsche Szenen. Im Mai 2003 wurde das Einar-Schleef-Zentrum im Sangerhausener Spengler-Museum eröffnet; seit Oktober 2011 beherbergt es eine neue Dauerausstellung.
Im Januar 2004, zum 60. Geburtstag Schleefs, veranstaltete der Einar-Schleef-Arbeitskreis Sangerhausen in Zusammenarbeit mit der Kulturstiftung des Bundes ein Festival mit dem Titel Schleef Block 1, bei dem neben Theateraufführungen, Stadtrundgängen auf den Spuren Schleefs und Ausstellungen auch ein Symposium zur Arbeit Schleefs stattfanden.
Seit 2004 befindet sich der gesamte bildkünstlerische Nachlass Schleefs im Kunstmuseum Moritzburg Halle (Saale). Von April bis Juli 2008 wurde in Halle (Saale) die Ausstellung Einar Schleef. Der Maler mit Gemälden und Zeichnungen gezeigt. 2009 erschien ein Werkverzeichnis. Seit 2019 ist der bildkünstlerische Nachlass online recherchierbar (siehe Weblinks).
2013 Ausstellung in der Galerie Parterre, in Zusammenarbeit mit dem Kunstmuseum der Stiftung Moritzburg des Landes Sachsen-Anhalt, Halle und der Akademie der Künste, Berlin: Berlin Konainer Berlin. Einar Schleef. Zeichnungen. Die Ausstellung wurde von einem Veranstaltungsprogramm mit Sophie Rois, Jutta Hoffmann, Jürgen Holtz, Annemone Haase, Friedrich Dieckmann, B. K. Tragelehn u. a. begleitet. Teil der Ausstellung waren außerdem sämtliche Filme von Alexander Kluge mit und über Einar Schleef und die Audiocollage Gertrud Schleef – Briefe an Einar von Ines Burdow.
Anlässlich des 75. Geburtstags von Schleef veranstaltete das HAU (Hebbel am Ufer, Berlin) im Januar 2019 unter dem Titel Erinnern ist Arbeit ein Festival mit Lesungen, Filmen und Gesprächen zur Arbeit Schleefs und seinen Nachwirkungen. Von Mai bis Juli 2019 zeigte das Kunstmuseum Moritzburg die Kabinettausstellung Ohne Titel [Einar Schleef].

## Zitate
- „Was Kunst werden soll, muss brennen.“ Einar Schleef im Gespräch mit Alexander Kluge, 1999.[41]
- In einem Nachruf über Einar Schleef urteilte die österreichische Schriftstellerin Elfriede Jelinek: „Es hat nur zwei Genies in Deutschland nach dem Krieg gegeben, im Westen Fassbinder,  im Osten Schleef. Sie waren beide unersättlich, aber nur, um umso mehr geben zu können. Am Schluss haben sie sich selbst gegeben.“[42]
- „Was war das Außerordentliche an Einar Schleef? Dass sich in seiner Energie und seinem Willen alle Künste versammelten. Die des Theaters, die der Literatur, die der Malerei und der Grafik, die der Musik, die der Choreografie, die der Kostümbildnerei und der Fotografie. Alle beherrschte er, in der Theorie war er so stark wie im Tun.“ Günther Rühle[43]

## Werke

### Romane, Erzählungen und Briefe
- Gertrud. Suhrkamp Verlag, Frankfurt am Main 1980, ISBN 3-518-06723-0.
- Zuhause. Suhrkamp Verlag, Frankfurt am Main 1981, (Kodak-Fotopreis), ISBN 3-518-04151-7.
- Die Bande. Erzählungen, Suhrkamp Verlag, Frankfurt am Main 1982, ISBN 3-518-11127-2.
- Gertrud II. Suhrkamp Verlag, Frankfurt am Main 1984, ISBN 3-518-04705-1.
- Arthur. Mit Zeichnungen des Autors. Edition Mariannenpresse, Berlin 1985, ISBN 3-922510-28-0.
- Schlangen. Bildtextband (zusammen mit Hans-Ulrich Müller-Schwefe), Suhrkamp Verlag, Frankfurt am Main 1986, ISBN 3-518-03014-0.
- Heimkehr. In: Drucksache. 2, hrsg. vom Berliner Ensemble, 1993, ISBN 3-923854-78-1.
- Droge Faust Parsifal. Essay. Suhrkamp Verlag, Frankfurt am Main 1997, ISBN 3-518-40862-3.
- Zigaretten. Suhrkamp Verlag, Frankfurt am Main 1998, ISBN 3-518-12064-6.
- Mooskammer. Suhrkamp Verlag, Frankfurt am Main 2003, ISBN 3-518-12356-4.
- Ich habe kein Deutschland gefunden. Erzählungen und Fotografien zur Berliner Mauer, Elfenbein Verlag, Berlin 2011, ISBN 978-3-941184-09-1.
- Susan Todd, Hans-Ulrich Müller-Schwefe (Hrsg.): Briefwechsel Gertrud Schleef / Einar Schleef.
  - Band 1: Briefwechsel 1963–1976. Verlag Theater der Zeit, Berlin 2009, ISBN 978-3-940737-32-8.
  - Band 2: Briefwechsel 1977–1990. Verlag Theater der Zeit, Berlin 2011, ISBN 978-3-942449-02-1.
- Und der Himmel so blau. Ein Lesebuch. Zusammengestellt von Hans-Ulrich Müller-Schwefe. Mit einem Nachwort von Etel Adnan, Elfenbein Verlag, Berlin 2018, ISBN 978-3-96160-004-5.

### Tagebücher
- Tagebuch 1953–1963. Sangerhausen. Suhrkamp Verlag, Frankfurt am Main 2004, ISBN 3-518-41605-7.
- Tagebuch 1964–1976. Ostberlin. Suhrkamp Verlag, Frankfurt am Main 2006, ISBN 3-518-41758-4.
- Tagebuch 1977–1980. Wien, Frankfurt am Main, Westberlin. Suhrkamp Verlag, Frankfurt am Main 2007, ISBN 978-3-518-41759-1.
- Tagebuch 1981–1998. Frankfurt am Main, Westberlin. Suhrkamp Verlag, Frankfurt am Main 2009, ISBN 978-3-518-42069-0.
- Tagebuch 1999–2001. Berlin, Wien. Suhrkamp Verlag, Frankfurt am Main 2009, ISBN 978-3-518-42070-6.

### Theaterstücke
- Berlin ein Meer des Friedens, 1973–1974, Suhrkamp Theater & Medien, Uraufführung am 4. November 1983 am Zimmertheater Heidelberg, Regie: Sigrid Wiegenstein, Bühnenbild: Anna Viebrock
- Der Fischer und seine Frau, henschel SCHAUSPIEL Theaterverlag, Berlin, Uraufführung am 14. April 1976, Staatliches Puppentheater Dresden, Regie: Einar Schleef
- Die Party (nach August Strindberg), 1977, In: Theater der Zeit. 1/2004, Berlin 2004, S. 62 ff., Uraufführung am 4. Februar 2005, Theater der Stadt Heidelberg, Regie: Davud Bouchehri
- Lucretia Borgia, Bearbeitung des Stücks von Victor Hugo, deutsch von Georg Büchner. In: Theater der Zeit. 1/2005, Berlin 2005, S. 59 ff, Uraufführung am 10. November 1978, Tramdepot Tiefenbrunnen, Zürich, Regie: Einar Schleef
- Wezel Suhrkamp Verlag, Frankfurt am Main 1983, ISBN 3-518-04501-6, Uraufführung am 7. Oktober 1995, Theater Nordhausen, Regie: Peter Staatsmann
- Das lustigste Land henschel SCHAUSPIEL Theaterverlag Berlin, Uraufführung am 3. Februar 1984, Landesbühne Wilhelmshaven, Regie: Georg Immelmann
- Mütter (gemeinsam mit Hans-Ulrich Müller-Schwefe), Suhrkamp Theater & Medien, Uraufführung: 23. Februar 1986, Schauspiel Frankfurt, Regie: Einar Schleef
- Die Schauspieler Suhrkamp Verlag, Frankfurt am Main 1986, ISBN 3-518-03067-1, Uraufführung am 12. März 1988, Schauspiel Frankfurt, Regie: Einar Schleef
- Gertrud, ein Totenfest Monolog für Frauenchor. In: Theater der Zeit, 10/2002, S. 55 ff, Uraufführung: 18. Oktober 2003, Düsseldorfer Schauspielhaus, Regie: Thomas Bischoff
- Totentrompeten 1–4, Stücke und Materialien. Suhrkamp Verlag, Frankfurt am Main 2002, ISBN 3-518-13430-2, Uraufführungen der Teile 1 bis 3 1995, 1997 und 2000 am Mecklenburgischen Staatstheater Schwerin, Regie: Ernst M. Binder, Teil 4 bei den Ruhrfestspielen Recklinghausen 2011, Regie: Ernst M. Binder
- Salome (nach Oscar Wilde), Suhrkamp Theater & Medien, Uraufführung: 21. Juni 1997, Schauspielhaus Düsseldorf, Regie: Einar Schleef
- Wilder Sommer Suhrkamp Theater & Medien, Uraufführung am 2. Januar 1999, Burgtheater Wien, Regie: Einar Schleef
- Nietzsche Trilogie Suhrkamp Verlag, Frankfurt am Main 2003, ISBN 3-518-13432-9, Uraufführung am 24. April 2002, Volksbühne Berlin, Regie: Thomas Bischoff
- Lange Nacht. Suhrkamp Theater & Medien

### Hörspiele
- Republikflucht (Hessischer Rundfunk 1978)
- Die Bande (Österreichischer Rundfunk 1978)
- Tod des Lehrers (Hessischer Rundfunk 1980)
- Berlin-Begegnungen (Hessischer Rundfunk 1982)
- Die Einladung (Österreichischer Rundfunk 1983)
- Abschlußfeier (Hessischer Rundfunk 1983)
- Berlin ein Meer des Friedens (Sender Freies Berlin 1985)
- Gewöhnlicher Abend (Südwestrundfunk 1985)
- Berlin A Sea of Peace (British Broadcasting Corporation, London 1987)
- Wittenbergplatz (Sender Freies Berlin 1987)
- Unruhe (Hessischer Rundfunk 1988)
- Totentrompeten (Mitteldeutscher Rundfunk 1995)

über Schleef
- Heimkehr – Einar Schleef in Sangerhausen von Gerhard Ahrens, 58 Min. Produktion: MDR Figaro 2004
- Entweder bin ich irr oder die Welt nach Texten von Einar Schleef von Mathias Baxmann. 73 Min. Produktion: SWR, WDR wurde mit ARD-Hörspielpreis 2006 ausgezeichnet[44]

### Lesungen
- Gertrud – Ein Totenfest, Monolog für Frauenchor, mit Jutta Hoffmann, Stiftung Schloß Hardenberg / MDR Figaro 2003
- Gertrud Schleef – Einar Schleef, Briefwechsel I, mit Jutta Hoffmann und Thomas Thieme, (MDR Figaro 2009)
- Gertrud Schleef – Einar Schleef, Briefwechsel II, mit Jutta Hoffmann und Thomas Thieme, (MDR Figaro 2011)

### Hörbuch
- Gertrud Schleef, Einar Schleef: Briefwechsel I+II, mit Jutta Hoffmann und Thomas Thieme, mp3-CD, 4h 48 min., Der Audio Verlag Berlin 2021, ISBN 978-3-7424-2134-0

### Artikel in Zeitschriften und anderen Publikationen (Auswahl)
- Aromaersatzstoffe und Schrott. In: Jahrbuch 1995 Theater heute. Erhard Friedrich Verlag, Seelze 1995, ISBN 3-617-51992-X, S. 102–111.

### Malerei, Grafik und Fotografie (Auswahl)
Der bildkünstlerische Nachlass Schleefs umfasst mehr als 6.900 Zeichnungen und 157 Gemälde und befindet sich im Kunstmuseum Moritzburg Halle (Saale). Teile des Werkes werden in der Sammlungspräsentation „Wege der Modernei“ präsentiert. Seit 2019 ist der komplette bildkünstlerische Nachlass erfasst und online recherchierbar.
- Die Nibelungen. (1987–1988 in der Ausstellung Die Nibelungen im Münchner Haus der Kunst gezeigt)
- Klage. („Telefonzellen-Bilder“, 18 hochformatige Einzelbilder), (1978–1983)
- Deutschland, 10 großformatige Bilder (1986–1990)
- Sangerhausen 1970/72, Fotografien
- Tagebuchbilder

### Illustrationen (Auswahl)
- D. H. Lawrence: Der Mann, der die Inseln liebte. Mit farbigen Illustrationen von Einar Schleef. Suhrkamp Verlag, Frankfurt am Main 1990, ISBN 3-518-22044-6.
- Einar Schleef, Hans-Ulrich Müller-Schwefe: Schlangen: Die Geschichte der Stadt Theben. ISBN 3-518-03014-0. (Enthält Reproduktionen von 60 farbigen Zeichnungen Schleefs)
- Thomas Brasch: Poesiealbum 89. Umschlagbild und Innengrafik von Einar Schleef.[46] Verlag Neues Leben, Berlin 1975.
- Alexander Baer: Der letzte Strandräuber. Illustrationen von Einar Schleef. Verlag Volk und Welt, Berlin 1975.
- Karl Zuchardt: Die Stunde der Wahrheit. Umschlagbild des Schutzumschlags (zusammen mit Lothar Reber). Ausgabe für buchclub 65, 1976
- Erich Fried: Kampf ohne Engel. Gedichte. Mit einer Illustration von Schleef. Verlag Volk und Welt, Berlin 1976.
- Ivan Drač: Ukrainische Pferde über Paris. Illustrationen von Einar Schleef. Verlag Volk und Welt, Berlin 1976.

### Ausstellungskataloge
- Einar Schleef: Republikflucht. Waffenstillstand. Heimkehr. Hrsg. von den Sektionen/Wissenschaftlichen Abteilungen Darstellende Kunst und Bildende Kunst, Akademie der Künste Berlin, Berlin 1992, ISBN 3-87024-221-3.
- Carsten Ahrens: Einar Schleef: Schwarz Rot Gold/Glaube Liebe Hoffnung. Material, Text, Fotografie, Film, Theater. Kestnergesellschaft, Hannover 2002
- Carsten Ahrens, Hans Jürgen Syberberg: Einar Schleef: Deutsche Szenen. Mit einer filmischen Hommage à Schleef von Hans Jürgen Syberberg. Stiftung Schloss Neuhardenberg, Hannover 2002.
- Harald Müller, Wolfgang Behrens: Einar Schleef: Kontaktbögen. Fotografie 1965–2001. Verlag Theater der Zeit, Berlin 2006, ISBN 3-934344-58-5.
- Michael Freitag, Katja Schneider (Hrsg.): Einar Schleef. Der Maler. Stiftung Moritzburg Halle. Erschienen zur Ausstellung im ehemaligen Karstadt-Gebäude Halle, 26. April bis 20. Juli 2008. Dumont Verlag, Köln 2008, ISBN 978-3-8321-9089-7.
- Michael Freitag, Katja Schneider (Hrsg.): Bildernachlass: Einar Schleef. anlässlich der Ausstellung Einar Schleef. Ich Bin ein Anderer in Mir. Lebensorte. 23. Oktober 2011 bis 15. Januar 2012, Stiftung Moritzburg / Halle (Saale). Stiftung Moritzburg / Halle (Saale), ISBN 978-3-86105-054-4.
- Marko Kloß, Einar-Schleef-Arbeitskreis Sangerhausen e. V. (Hrsg.): Einar Schleef. Theaterplakate. Dokumentation der gleichnamigen Ausstellung vom 5. Oktober 2011 bis 31. März 2012. Leipzig 2012, ISBN 978-3-00-036169-2.
- Kathleen Krenzlin (Hrsg.): Einar Schleef. Kontainer Berlin. Verlag Theater der Zeit, Berlin 2014, ISBN 978-3-943881-68-4.

## Theaterarbeiten
- 1972 Don Gil von den grünen Hosen von Tirso de Molina, Volksbühne Berlin, Ausstattung
- 1972 Katzgraben von Erwin Strittmatter, Berliner Ensemble, Co-Regie, Ausstattung
- 1974 Frühlings Erwachen von Frank Wedekind, Berliner Ensemble, Co-Regie, Ausstattung
- 1975 Fräulein Julie von August Strindberg, Berliner Ensemble, Co-Regie, Ausstattung
- 1975 Die Korrektur und Herakles 5 von Heiner Müller, Studentenbühne der Hochschule für Ökonomie Berlin-Karlshorst, Co-Regie und Ausstattung
- 1975 Der Fischer und seine Frau von Einar Schleef nach den Brüdern Grimm, Regie und Ausstattung
- 1978 Lucretia Borgia von Einar Schleef nach Victor Hugo, Tramdepot Tiefenbrunnen Zürich, Regie und Ausstattung
- 1986 Mütter von Einar Schleef und Hans-Ulrich Müller-Schwefe nach Aischylos, Sieben gegen Theben und Euripides’ Die Schutzflehenden, Schauspiel Frankfurt, Regie und Ausstattung
- 1987 Vor Sonnenaufgang von Gerhart Hauptmann, Schauspiel Frankfurt, Regie und Ausstattung
- 1987 Die Nacht mit Mozart (mit Bertrand Sauvat und Gabriele Gerecke), Uraufführung, Festival Spoleto, Regie und Ausstattung
- 1988 Die Schauspieler von Einar Schleef, Uraufführung, Schauspiel Frankfurt, Regie und Ausstattung
- 1989 Ur-Götz von Johann Wolfgang von Goethe, Schauspiel Frankfurt, Regie und Ausstattung
- 1990 Neunzehnhundertachtzehn von Lion Feuchtwanger, Schauspiel Frankfurt, Regie und Ausstattung
- 1990 Faust. Der Tragödie erster und zweiter Teil von Johann Wolfgang von Goethe, Schauspiel Frankfurt, Regie und Ausstattung
- 1993 Wessis in Weimar von Rolf Hochhuth, Uraufführung, Berliner Ensemble, Regie und Ausstattung
- 1993 Faust. Der Tragödie erster und zweiter Teil von Johann Wolfgang von Goethe, Schillertheater (Berlin), Regie und Ausstattung (Die Premiere kommt wegen der Schließung des Schillertheaters nicht mehr heraus)
- 1995 Herr Puntila und sein Knecht Matti von Bertolt Brecht, Berliner Ensemble. Regie, Ausstattung und Hauptrolle
- 1997 Salome nach Oscar Wilde, Düsseldorfer Schauspielhaus. Regie und Ausstattung. Eingeladen zum Berliner Theatertreffen
- 1998 Ein Sportstück von Elfriede Jelinek, Uraufführung, Burgtheater, Wien. Regie und Ausstattung. Eingeladen zum Berliner Theatertreffen
- 1999 Wilder Sommer von Einar Schleef nach Carlo Goldonis Trilogie der Sommerfrische, Uraufführung, Burgtheater, Wien. Regie und Ausstattung
- 1999 Der Golem in Bayreuth von Ulla Berkéwicz, Akademietheater Wien. Regie, Ausstattung und Darsteller[47]
- 2000 Verratenes Volk (nach Texten von John Milton, Friedrich Nietzsche, Edwin Erich Dwinger und Alfred Döblin), Deutsches Theater Berlin, Regie und Ausstattung

## Inszenierungen seiner Werke durch andere Regisseure (Auswahl)
- Totentrompeten, (Uraufführung), Mecklenburgisches Staatstheater Schwerin 1995, Regie: Ernst M. Binder, eingeladen zu den Mülheimer Theatertagen ’95, den Potsdamer Theatertagen und zum Heidelberger Stückemarkt, nominiert zum Berliner Theatertreffen 1995.
- Drei Alte tanzen Tango (Uraufführung), Mecklenburgisches Staatstheater Schwerin 1997, eingeladen zu den Mülheimer Theatertagen ’97
- Die Bande (Uraufführung) nach der gleichnamigen Erzählung, Schauspiel Leipzig 2001, Regie: Armin Petras, innerhalb des Theaterspektakels www.heimat.le[48]
- Gertrud. Ein Totenfest, nach dem gleichnamigen Roman für die Bühne eingerichtet von Edith Clever und Dieter Sturm. Berliner Ensemble 2002, Regie: Edith Clever
- Nietzsche-Trilogie, Volksbühne Berlin 2002, Regie: Thomas Bischoff[49]
- Zigaretten (Uraufführung) nach der gleichnamigen Erzählung von Schleef, für die Bühne eingerichtet von Armin Petras, Nationaltheater Mannheim 2003, Regie: Armin Petras
- Das Denkmal nach der gleichnamigen Erzählung für die Bühne eingerichtet von Armin Petras, Hoyerswerda 2003, Regie: Armin Petras
- Gertrud. Ein Totenfest (Uraufführung), nach dem Roman Gertrud, für die Bühne eingerichtet von Einar Schleef, Düsseldorfer Schauspielhaus 2003, Regie: Thomas Bischoff
- Gertrud nach dem gleichnamigen Roman für die Bühne eingerichtet von Judith Wilske, Kampnagelfabrik Hamburg 2003, Regie: Judith Wilske[50]
- Gertrud nach dem gleichnamigen Roman, für die Bühne eingerichtet von Jens Groß, schauspielfrankfurt 2007, Regie: Armin Petras, 2008 zum Berliner Theatertreffen eingeladen.[51]
- Die Abschlussfeier (Uraufführung), nach einer Erzählung von Einar Schleef für die Bühne bearbeitet von Armin Petras. Maxim Gorki Theater, Berlin 2009.
- Gute Reise auf Wiedersehen. (Uraufführung), Koproduktion der Ruhrfestspiele Recklinghausen und dramagraz, Regie: Erst M. Binder, 2011.
- Droge Faust. (Uraufführung) nach Einar Schleefs Droge Faust Parsifal und Johann Wolfgang von Goethes Faust, Koproduktion des Centraltheater Leipzig und des Maxim Gorki Theater Berlin, Regie: Armin Petras, 2011 und 2012[52]

## Preise
- 1981: Literaturpreis der Jürgen Ponto-Stiftung
- 1981: Oldenburger Kinder- und Jugendbuchpreis (für Arthur)[53]
- 1982: Preis der Industriellenvereinigung beim Ingeborg-Bachmann-Wettbewerb
- 1982: Förderungspreis des Andreas-Gryphius-Preises[54]
- 1986: Deutscher Kritikerpreis
- 1987: Karl-Hofer-Preis der Hochschule der Künste Berlin
- 1989: Alfred-Döblin-Preis
- 1990: Fritz-Kortner-Preis (gemeinsam mit B. K. Tragelehn)
- 1995: Mülheimer Dramatikerpreis
- 1998: Literaturpreis der Stadt Bremen
- 1998: 3sat-Preis beim Berliner Theatertreffen
- 1999: Kainz-Medaille der Stadt Wien